# The Fourth Legacy
The Fourth Legacy is het vierde album van de Amerikaanse metalband Kamelot, uitgebracht in 2000 door Noise Records/Modern Music.

## Track listing
1. New Allegiance – 0:54
2. Fourth Legacy – 4:55
3. Silent Goddess – 4:15
4. Desert Reign – 1:39
5. Nights of Arabia – 5:26
6. Shadow of Uther – 4:45
7. Sailorman's Hymn – 4:05
8. Alexandria – 3:53
9. Inquisitor – 4:35
10. Glory – 3:42
11. Until Kingdom Come – 4:11
12. Lunar Sanctum – 5:59

## Line-up
- Roy Khan - Zanger
- Thomas Youngblood - Gitarist
- Glenn Barry - Bassist
- Casey Grillo - Drummer